# همگرایی متغیرهای تصادفی

همگرایی متغیرهای تصادفی

دنباله تصادفی زیر را در نظر بگیرید:
{\displaystyle X_{1},X_{2},...,X_{n},...}

به ازای هر {\displaystyle \zeta } (که {\displaystyle \zeta \in \Omega } نمایانگر یک پیشامد از فضای احتمال {\displaystyle \Omega } می‌باشد)، {\displaystyle X_{n}(\zeta )} تبدیل به یک دنباله از اعداد می‌شود که این دنباله عددی، ممکن است همگرا شونده باشد یا نباشد. بر این اساس مفهوم همگرایی در مورد دنباله‌های تصادفی می‌تواند چندین تفسیر متفاوت داشته باشد که در ادامه معرفی می‌شوند:

## همگرایی در همه جا
می‌گوییم دنباله تصادفی {\displaystyle X_{n}} همه جا همگرا می‌شود اگر دنباله اعداد {\displaystyle X_{n}(\zeta )} برای تمام {\displaystyle \zeta }ها ({\displaystyle \zeta \in \Omega }) همگرا شونده باشد. این دنباله به یک عدد همگرا می‌شود که در حالت کلی وابسته به {\displaystyle \zeta } می‌باشد. به بیان دیگر حد دنباله تصادفی {\displaystyle X_{n}} یک متغیر تصادفی {\displaystyle X} می‌باشد:
{\displaystyle \lim _{n\to \infty }X_{n}=X}

## همگرایی در تقریباً همه جا
اگر مجموعه پیشامدهای {\displaystyle \zeta } به طوری که {\displaystyle \lim _{n\to \infty }X_{n}(\zeta )=X(\zeta )} وجود داشته باشد و احتمال متناظر با آن برابر ۱ باشد، در این صورت می‌گوییم دنباله {\displaystyle X_{n}} تقریباً همه جا همگرا می‌شود (یا با احتمال ۱ همگرا می‌شود) و می‌نویسیم:
{\displaystyle P\{\lim _{n\to \infty }X_{n}=X\}=1}

## همگرایی در معنای MS (میانگین مربع)
دنباله {\displaystyle X_{n}} در معنای MS به متغیر تصادفی {\displaystyle X} میل می‌کند اگر {\displaystyle \lim _{n\to \infty }E\{|X_{n}-X|^{2}\}=0}. یعنی امید مربع فاصله در بی‌نهایت صفر شود. به این حالت حد در میانگین (limit in the mean) گفته می‌شود و غالباً به صورت زیر نوشته می‌شود:
{\displaystyle {\text{l.i.m. }}X_{n}=X{\qquad n\to \infty }}

## همگرایی در احتمال
احتمال {\displaystyle P\{|X-X_{n}|>\epsilon \}} مربوط به رویداد {\displaystyle \{|X-X_{n}>\epsilon |\}} خود یک دنباله عددی است (بر اساس n) که به مقدار {\displaystyle \epsilon } وابسته است. اگر این دنباله به ازای هر {\displaystyle \epsilon >0} به {\displaystyle 0} میل کند، یعنی:
{\displaystyle \lim _{n\to \infty }P\{|X-X_{n}|\}=0}
می‌گوییم دنباله تصادفی {\displaystyle X_{n}} به متغیر تصادفی {\displaystyle X} در احتمال میل می‌کند. به این حالت همگرایی تصادفی (stochastic convergence) نیز گفته می‌شود.

## همگرایی در توزیع
به ترتیب با {\displaystyle F_{n}(x)} و {\displaystyle F(x)} توابع توزیع متغیرهای تصادفی {\displaystyle X_{n}} و {\displaystyle X} را نمایش می‌دهیم. اگر برای هر نقطه پیوستگی {\displaystyle x} از {\displaystyle F(x)} داشته باشیم:
{\displaystyle \lim _{n\to \infty }F_{n}(x)=F(x)}
سپس می‌گوییم دنباله {\displaystyle X_{n}} در توزیع به متغیر تصادفی {\displaystyle X} میل می‌کند. لازم است ذکر شود که در این حالت ممکن است دنباله {\displaystyle X_{n}(\zeta )} به ازای هیچ {\displaystyle \zeta } همگرا نشود.